# Le Dilemme de Donald
Pour plus de détails, voir Fiche technique et Distribution.
Le Dilemme de Donald (Donald's Dilemma) est un court métrage d'animation américain de la série des Donald Duck, sorti le 11 juillet 1947 réalisé par les studios Disney.
Dans le film, après avoir convaincu Donald qu'il avait un talent pour l'opéra, Daisy se rend compte qu'il n'a plus de place dans son emploi du temps pour la voir.

## Synopsis
Le court métrage commence par Daisy décrivant un problème à un psychiatre qui s'est produit avec son mari, Donald Duck. Dans une séquence de flashback, Daisy et Donald marchent dans le parc jusqu'à ce qu'un pot lourd avec une fleur jaune s'écrase et frappe Donald. Après que Donald se soit réveillé, il commence à chanter "Quand on prie la bonne étoile" et Daisy a été émerveillée par la chanson, mais quand elle est venue lui serrer la main, Donald a jeté un regard froid à Daisy comme s'il ne la connaissait pas. 
En ce moment, Donald a été enlevé par un agent de théâtre et est rapidement devenu un chanteur célèbre. La fleur tomba alors devant Daisy qui la ramena chez elle comme symbole de son amour perdu. Daisy a expliqué qu’elle ne l’a jamais revu, sauf sur les publicités et dans les journaux. Daisy a aussi dit qu’elle ne pouvait pas manger, qu’elle ne pouvait pas dormir et qu’elle ne voulait pas vivre en pointant un pistolet sur sa tête et devant une table d’autres méthodes suicidaires, y compris un nœud coulant, une grenade, une bombe, un couteau et du poison.
Mais quand elle a entendu parler de Donald apparaissant en public, elle s’est calmée et est allée au théâtre pour voir son mari, mais le temps qu’elle atteigne le théâtre de la ville de musique une longue file de fans rempli la rue et au moment où elle a pu obtenir un billet la cabine a été vendue.

## Fiche technique
- Titre original : Donald's Dilemma
- Titre français : Le Dilemme de Donald
- Série : Donald Duck
- Réalisateur : Jack King
- Scénariste : Roy Williams
- Animateurs : Don Towsley, Ed Aardal, Emery Hawkins et Sandy Strother
- Layout : Don Griffith
- Background : Maurice Greenberg
- Producteur : Walt Disney
- Société de production : Walt Disney Productions
- Distributeur : RKO Radio Pictures
- Date de sortie : 11 juillet 1947
- Format d'image : Couleur (Technicolor)
- Musique : Oliver Wallace
- Durée : 8 min
- Langue : (en)
- Pays :  États-Unis

## Voix originales
- Clarence Nash : Donald
- Gloria Blondell : Daisy
- Richard Conte : le psychiatre
- Walter Pidgeon : le chanteur

## Voix françaises
- Sylvain Caruso : Donald Duck
- Séverine Morisot : Daisy Duck
- Jean-Claude Donda : le psychiatre

## Commentaires
Dans ce film, Jack King « parodie la psychanalyse » et « donne aussi à Daisy la possibilité de jouer les vedettes ».

## Titre en différentes langues
D'après IMDb :
- Argentine : El Dilema de Donald
- Suède : Kalle Anka som Caruso, Kalle Anka som sångare